# La oveja de Nathán
La Oveja de Nathán es una novela escrita por el autor filipino en lengua española Antonio M. Abad que comenzó a elaborar en noviembre de 1925 terminándola en marzo de 1926, en Cebú (Filipinas).

## Descripción
Al emigrar a Manila la publicó en serie en el periódico La Opinión apareciendo la última entrega en 1928.
El título viene de la parábola de la oveja, mediante la cual Nathán, enviado por Yahveh, reprocha a David el mal que ha cometido contra Uria Hetcheo; le envía a guerrear contra los hijos de Ammon para que muera. Así sucede y de esta forma David toma por esposa a Bath-sheba.
Según la parábola, un hombre rico, para festejar a su huésped, robó la única cordera de un hombre pobre.

## Argumento
Es la historia de un mozo cebuano, Mariano Bontulan, protegido por un político que le llevó a Manila. Le colocó en la imprenta del Gobierno. El trabajo de composición tipográfica le proporcionó al chico una lectura forzada, la cual le ayudó en formarse y estar al corriente de las actualidades.
Durante los comienzos de la guerra europea era simpatizante de Alemania pero luego se dejó llevar por la propaganda de los aliados democráticos para "salvar a la humanidad" de las atrocidades alemanas y poner coto a la guerra mediante la intervención directa de los Estados Unidos en cuyo ejército se alistó. Tomó parte entonces en las operaciones bélicas en Europa, donde se distinguió por su extraordinaria valentía, por la que mereció tres medallas; dos del gobierno estadounidense y una del de Francia.
Terminada la guerra y firmado el tratado de paz, volvió a Filipinas casándose con su novia y llevando a su madre a Manila. No le fue difícil encontrar empleo. En un diario de Manila, propiedad de un americano de ideología imperialista, fue aceptado como primer linotipista. Al dimitir el jefe del taller ocupó el puesto de éste además del encargo particular del dueño y redactor-jefe de componer los editoriales cada vez más insultantes para su amor propio como filipino. Aunque creía en la buena fe de los Estados Unidos amaba su patria y su ferviente deseo era verla libre e independiente conforme a la promesa del Gobierno norteamericano. Llegó pues un día en que ya no podía soportar más el remordimiento de su conciencia patriótica. Rehusó componer el editorial y presentó su dimisión definitiva a pesar de los nuevos compromisos adquiridos — el plazo para la casa, el plazo para el coche recién comprado, además de estar su mujer en vísperas del parto, por los cuales necesitaba más que nunca tener empleo. ¿Qué hacer? Pues, ya no podía, como dice el refrán, tomar las duras por las maduras.
Su dimisión le convirtió en héroe por segunda vez. Los periódicos celebraron su acto de sacrificio personal y familiar en aras del patriotismo y no fue en vano el haber antepuesto su deber patriótico a su deber familiar pues no tardó en encontrar almas protectoras y sobre todo estar en paz con su conciencia. Primero, ¡la independencia de Filipinas!

## Los personajes principales
Mariano Bontulan es un mozo cebuano puesto bajo la protección de un político manileño que le llevó a Manila para vivir con su familia y más tarde le colocó en la imprenta del Gobierno. Se presentó como voluntario en el ejército estadounidense al declararse la guerra entre Alemania y los EE. UU. Al volver a Filipinas como héroe de aquella guerra, que se hizo para "acabar con la guerra" salvando así a la humanidad, estaba convencido más que nadie, de la buena fe de América en cuanto a la suerte política de Filipinas, o sea, su independencia que aquella prometió conceder. No dubaba de la pronta realización de este arreglo político, hasta que vio la luz según le señalaba su protector. Y por su patriotismo se vio obligado a desligarse de la fe que tenía para con América que, sin lugar a dudas, es el rico de la parábola de Nathán, que codició la ovejita de su prójimo pobre.
Este despertar a las amargas realidades de la política estadounidense en Filipinas tuvo lugar un día cuando anunció su dimisión terminante al dueño y redactor del diario, pues, su conciencia ya no podía soportar más los insultos que el redactor lanzaba contra los filipinos. 
Don Benito Claudio es un político manileño, de ascendencia española y uno de los que colaboraron con los yanquis en su campaña de establecer un gobierno civil a la americana en el país. Era uno de los fundadores del Partido Federal, partido político organizado bajo la protección de los nuevos conquistadores, cuyo objetivo principal podía resumirse en: la anexión de Filipinas a la Unión Norteamericana. Pero esta finalidad política se truncó en las primeras elecciones nacionales. La derrota le produjo desengaños políticos por los que se vio obligado a retirarse de la vida pública. El desengaño político fue doblemente doloroso, al descubrir la infidelidad de su esposa a quien, después de todo, perdonó pero se separó de ella pasándole una pensión.
Es un convencido de la necesidad de que Filipinas se apoye en una nación fuerte como los EE. UU., por eso la idea tan soñada de independencia la consideraba irrealizable. Creía que las promesas de los EE. UU. de conceder a Filipinas su independencia eran solamente pura palabrería, pues, observaba cómo los intereses económicos de los yanquis en el país se desarrollaban y crecían a medida que pasaban los años y que les costaba mucho abandonar este nuevo emporio comercial. Estaba convencido de que los Estados Unidos no necesitaban a Filipinas, pues, tenía por sí mismo, más que suficiente para sobrevivir. Se preguntaba, entonces, quién sería el Nathán que con su dedo acusador llamaría la atención de David (los Estados Unidos) por sus iniquidades cometidas contra Uríe (Juan de la Cruz: Filipinas).

## Crítica
Dicen que la literatura sirve de espejo de la vida, o sea, las obras literarias reflejan "lo que ha sido la realidad del panorama" socioeconómico-político-cultural de una época dada. Y La oveja de Nathán nos proporciona un cuadro fiel de lo que era Filipinas unos años antes y después de la I Guerra Mundial. Es una novela de fondo histórico y a la vez costumbrista con sus descripciones suntuosas y delicadas de la vida social de la alta sociedad manileña, de la peregrinación religiosa a Antipolo, de la devoción de los cebuanos a la Virgen de Opón, Nuestra Señora de la Regla; del ocio y del vicio de los cebuanos. Con mucha sutileza censura el afán de Elena en llamar a sus hijos con nombres ingleses mientras que al contrario su esposo, Mr. Moore, se entusiasma por las cosas filipinas insistiendo incluso en llamar a sus hijos con nombres filipinos.
Pero el valor de La Oveja de Nathán no está solamente en las costumbres sociales y locales deliciosamente descritas por el autor. Su importancia radica en "la exposición y contraste de las ideas políticas" imperantes en aquel periodo cuando los filipinos, de un lado, imbuidos por ideas libertarias luchaban con caballerosidad, dentro del marco de paz señalado por los EE. UU., para obtener tan pronto que fuera posible su independencia, y los yanquis, por otro, que con saña trataban de desacreditar la capacidad de los filipinos en el arte de autogobierno para que pudieran continuar en su muy rentable comercio americano-filipino y en la pasible explotación de los recursos naturales de las islas. 
La novela pone al descubierto las verdaderas intenciones comerciales y estratégicas de los EE. UU. de América en su decisión de ocupar el archipiélago filipino. Y al hablar de Wall Street y de sus banqueros, promotores de la campaña antifilipina con fines comerciales, Abad sonó la trompeta de alarma ante el peligro que, quiéralo o no, debía enfrentarse Filipinas. Este toque de alarma es más apremiante, en la aplicación de la parábola de Nathán, a la situación de Filipinas frente a la codicia, de los yanquis imperialistas que, en nombre de la civilización, cristianismo y educación ocuparon Filipinas.
Cobra apremio la alarma, si se tiene presente que Don Benito Claudio fue antes un federalista, o sea, partidario de la anexión de Filipinas a la Unión Norteamericana. Abad nos presenta un hombre cuyo interés patriótico supera a su interés personal, mudando sus ideas no según dicta el capricho, sino después de largo estudio, de extensa documentación, de cuidadoso análisis, de profunda recapacitación. Nos viene a la memoria Pedro Paterno, presidente del Congreso de Malolos, que fue federalista y más tarde autor de dramas considerados sediciosos por las autoridades estadounidenses que prohibieron su estreno. Y Trinidad Herménégilde José Pardo de Tavera , miembro de la Comisión Filipina, el primero de los promotores de la anexión de Filipinas a los Estados Unidos de América.
Bontulan es la personificación de la metamorfosis psicológica dictada no por la intuición sino por la revelación de los hechos ante sus ojos bastante inocentes de la malicia con que muchos hombres obran para conseguir sus propósitos, la mayoría de las veces, viles e injuriosos para con los otros.
La Oveja de Nathán es sin duda alguna un documental de la época formativa de Filipinas bajo la tutela de los EE. UU.